# Sajópüspöki
Sajópüspöki es un pueblo húngaro perteneciente al distrito de Putnok, condado de Borsod-Abaúj-Zemplén.

## Superficie
Cuenta con una superficie de 9,45 km².

## Demografía
Hasta 2024 la población era de 465 habitantes, con una densidad de población de 49,20 hab/km².
| Gráfica de evolución demográfica de Sajópüspöki entre 2020 y 2024 |
|                                                                   |
| Datos según la Oficina Central de Estadística de Hungría.         |